# Manon Boosten
Manon Boosten, née le 12 juin 1995 à Nice, est une joueuse française de water-polo.
Appelée pour la première fois en équipe de France de water-polo féminin en 2012, elle est championne de France avec l'Olympic Nice Natation en 2010, 2011, 2012 et 2013.